# Кіот (поет)
Кіот Провансальський — французький поет, який забезпечив Вольфрама фон Ешенбаха джерелом інформації для його лицарського роману «Парсіфаль» (так стверджував сам Вольфрам). Можливо, Вольфрам посилався на французького поета Гійота де Провенса, проте, це ототожнення не є доведеним. Багато вчених стверджують, що Кіот був фікцією, а правдивими джерелами для Вольфрама були лицарський  роман «Персеваль, або Повість про Грааль» Кретьєна де Труа та його власні багаті творчі здібності.
Вольфрам не згадує Кіота аж до 8 книги «Парсіфаля», де раптово називає його своїм джерелом. Розповідь про Кіота розроблена в 9 книзі, де Вольфрам пояснює, що Кіот Провансальський знайшов забутий арабський рукопис в андалуському місті Толедо. Рукопис написав Флеґетаніс, мусульманський астроном і нащадок Соломона, який розкрив секрет Святого Ґрааля,  написаний зірками. Вивчивши арабську, аби прочитати цей манускрипт, Кіот вирушив у подорож Європою, щоб дізнатися більше про Ґрааль та братство, що захищає його. Під кінець, він прибув до Анжу, де  знайшов історію Парсефалевої сім'ї і написав повість, яку пізніше переказав Вольфрам.Вольфрам каже, що він не згадував Кіота раніше тому, що сам Кіот  просив залишатися невідомим до певного моменту оповіді. Вольфрам стверджує, що для скептиків, які сумніваються в Кіоті, це може принести тільки ганьбу. Деякі вчені вважають, що Вольфрама критикували через те, що його розповідь бере свій початок від Критьєна де Труа, тому йому довелося створити псевдо-джерело, аби якось змусити замовчати недоумкуватих критиків.
Як згадано вище, деякі вчені вірять, що Кіот існує тільки в ототожності з Гійотом де Провенсом. Імена Кіот і Гійот схожі, але історичний поет не походив з південного французького регіону Прованс, а походив з північного міста Франції Провен. Жодна збережена праця Гійота не розглядала Святий Ґрааль чи наводила будь-який тематичний зв'язок  із Персифалем.
Кіот з'являється у ролі товариша титулярного протагоніста в романі Умберто Еко «Бавдоліно», де він весь час сперечається з  Робером де Бороном щодо природи Ґрааля. Персонаж в романі походить з Шампані і є сплавом Кіота Провансальського та Гійота.